# مجتمع إنجليزي
يشتمل المجتمع الإنجليزي على السلوك الجماعي للشعب الإنجليزي والتفاعلات الاجتماعية الجماعية والتنظيم والمواقف السياسية في إنجلترا. يُظهِر التاريخ الاجتماعي لإنجلترا العديد من التغيرات الاجتماعية والمجتمعية التي طرأت على تاريخ إنجلترا، من إنجلترا الأنجلوسكسونية إلى القوى المعاصرة في العالم الغربي. هذه التغيرات الاجتماعية الرئيسة لها تأثيراتها داخليًا وفي علاقاتها مع الدول الأخرى. تشمل مواضيع التاريخ الاجتماعي التاريخ الديموغرافي وتاريخ العمل والطبقة العاملة وتاريخ المرأة والأسرة وتاريخ التعليم في إنجلترا والتاريخ الريفي والزراعي والتاريخ الحضري والتحوّل الصناعي.

## مجتمع ما قبل التاريخ
لا يقدّم الماضي البعيد الكثير من المعلومات حول هياكل المجتمع، ومع ذلك، فإن التغييرات الرئيسة في سلوك الإنسان ترجّح أن يكون المجتمع قد تغيّر تغيّرًا جذريًا. على غرار معظم أوروبا، لا بدّ من أن يكون الانتقال من نمط حياة الصيد وجمع الثمار إلى الزراعة منذ نحو 4000 سنة قبل الميلاد قد بشّر بحدوث تحوّل هائل في جميع جوانب الحياة البشرية. لا أحد يعلم ما هي التغييرات التي حدثت، وتشير الأدلة الحديثة للمباني والمساكن الباقية منذ 3000 سنة إلى أنها ما تزال تحوّلات تدريجية. ستونهنج هو أحد رموز التغيير الأكثر وضوحًا في مجتمع ما قبل التاريخ. يبدو أن بناء دوائر الحجر وتلال الدفن والمعالم الأثرية في جميع أنحاء الجزر البريطانية قد تطلب تقسيم العمل. تطلّب الأمر من البنّائين تكريس أنفسهم لمهمة بناء النصب لاكتساب المهارات المطلوبة. أدى عدم توفّر وقت للصيد والزراعة إلى الاعتماد على الآخرين؛ ما أدى إلى ظهور المزارعين المتخصصين الذين لم يؤمّنوا احتياجاتهم فحسب، بل احتياجات بناة النصب أيضًا. هناك العديد من التغييرات في الحضارة التي عُرفت في عصور ما قبل التاريخ وفي أوقات لاحقة، مثل: حضارة القدور والكلت والرومان والأنجلوسكسونيين.

## الرومان
يُحتمل أن الفتح الروماني لبريطانيا في عام 54 قبل الميلاد المجتمع لم يغيّر الكثير في البداية؛ لأنه كان ببساطة استبدالًا للطبقة الحاكمة، ولكنْ اكتسبت العديد من الأفكار - التي كانت في البداية ثانويةً- موطئ قدم في وقت لاحق. بالتأكيد، لم يكن لها تأثير على أيرلندا بأي شكل من الأشكال. بفضل الرومان، وخاصة تاسيتوس، حصلنا على أوائل السجلات المكتوبة بالتفصيل لبريطانيا ومجتمعها القبلي. حصلنا على لمحات رائعة عن المجتمع في بريطانيا قبل الرومان، على الرغم من أنها ذُكرت بإيجاز واستخفاف، لا سيما أهمية النساء القويات مثل كارتيماندوا وبوديكا. لم يكن السكن في المدينة جديدًا على بريطانيا في العصر ما قبل الروماني، ولكنه كان أسلوب حياة يفضلّه الرومان على الرغم من أنه متاح لعدد قليل فقط من البريطونيين الرومان. كانت الرومنة جزءًا مهمًا من إستراتيجية الغزو الروماني، وجرت مكافأة الحكام البريطانيين الذين تبنّوا -عن طيب خاطر- الأساليب الرومانية باعتبارهم ملوكًا عميلين، أفضل مثال على هذا هو توغيدوبنوس وقصره فيشبورن الروماني العصري. لإخضاع البلاد والسيطرة عليها، بنى الرومان شبكة طرق رئيسة لم تكن مجرد مشروع مهم في الهندسة المدنية فحسب، بل شكّلت أيضًا الأساس لروابط الاتصال في البلاد. جلب الرومان العديد من الابتكارات والأفكار الأخرى مثل الكتابة والسباكة، ولكن كم من هذه الأشياء كانت حكرًا على الأثرياء أو فُقدت وأعيد تخصيصها في وقت لاحق غير مؤكد.

## مجتمع أوائل العصور الوسطى
يُعتقد أن انهيار الإمبراطورية الرومانية الغربية في القرن الخامس أدى إلى نشوب نزاع عام وفوضى في المجتمع، لكن الأحداث الفعلية غير مفهومة جيدًا. من المؤكد أن علم الآثار يظهر انخفاضًا في إنتاج البضائع باهظة الثمن التي وُجدت من قبل وبدأت المدن الرومانية تُهجر، لكن معظم المجتمع البريطاني لم يشهد حدوث مثل هذه الأشياء مطلقًا. من المؤكد أن العديد من الشعوب استفادت من غياب القوة الرومانية، لكن كيف أثّر الرومان في المجتمع البريطاني ليس بالأمر الواضح. أفسحت هيمنة الحكم الروماني المجالَ أمام مجموعة من المجتمعات المنشقة والمتنافسة في كثير من الأحيان، بما في ذلك في وقت لاحق الممالك السبعة. وبدلاً من اعتبار أنفسهم جزءًا صغيرًا من الإمبراطورية الرومانية الأكبر، عادوا إلى التحالفات القبلية الأصغر.
كان وصول الأنجلوسكسونيين أكثر الأحداث إثارةً للجدل، أما إلى أي حد وصلت أعمال القتل التي ارتكبوها أو التهجير أو الاندماج مع المجتمع الحالي، فما يزال محط تساؤل. ما يبدو واضحًا هو أن المجتمع الأنجلوسكسوني المنفصل، الذي سيصبح في نهاية المطاف إنجلترا بصبغة جرمانية، نشأ في جنوب شرق الجزيرة. لم يغزُ الرومان هؤلاء الوافدين الجدد، ولكن يُحتمل أن مجتمعهم كان مشابهًا لمجتمع بريطانيا. كان الاختلاف الرئيس هو دينهم الوثني، لكن المناطق الشمالية الناجية من الحكم غير الساكسوني سعت إلى اعتناق المسيحية. خلال القرن السابع، أصبحت هذه المناطق الشمالية -ولا سيما نورثمبريا- مواقع مهمة للتعلّم، إذ كانت الأديرة بمنزلة المدارس الأولى، والمثقفين أمثال بيدا من المؤثرين. في القرن التاسع، عمل ألفريد العظيم على تشجيع الأشخاص المتعلمين والمثقفين، وفعل الكثير لتعزيز اللغة الإنجليزية، حتى كتب الكتب بنفسه. وحّد ألفريد وخلفاؤه معظم جنوب بريطانيا -التي أصبحت في النهاية إنجلترا- وجلبوا الاستقرار إليها.

## مجتمع أواخر العصور الوسطى
بعد الغزو النورماندي لإنجلترا في عام 1066، بدا المجتمع مستقرًا وغير متغيّر لعدة قرون، لكن التغييرات التدريجية والمهمة استمرت في الحدوث، رغم أن طبيعتها الدقيقة لم تُقدَّر حتى وقت لاحق. تحدّث لوردات النورمان اللغة النورمندية الفرنسية، ومن أجل العمل لديهم أو كسب الفائدة، كان على الإنجليز استخدام اللغة الأنجلونورمانية التي تطورت في إنجلترا. أصبحت هذه لغة إدارية وأدبية ضرورية، لكن على الرغم من ذلك لم تحلّ محلّ اللغة الإنجليزية، وبعد أن اكتسبت الكثير من قواعد اللغة والمفردات، بدأت بدورها في استبدال لغة الحكام. في الوقت نفسه، تضاعف عدد سكان إنجلترا أكثر من الضعف بين كتاب دومزدي ونهاية القرن الثالث عشر، ولم يُرصد هذا النمو بسبب الحرب الأجنبية شبه المستمرة والحملات الصليبية والفوضى الأهلية من حين لآخر.
غالبًا ما يُستخدم مصطلح الإقطاعية -على الرغم من اختلاف المؤرخين بشأنه- لوصف المجتمع القروسطي. وذُكر في الأساس أن اللورد يمتلك أرضًا أو إقطاعة يسمح للمقطَعين بالعمل فيها مقابل خدمتهم العسكرية. كانت الغالبية العظمى من الناس فلاحين يعملون في إقطاعات المقطَعين. هذا النظام أو ما يماثله كان أساس المجتمع في أواخر العصور الوسطى. يُحتمل انه كان موجودًا بشكل ما في إنجلترا قبل فتح النورمان، لكن النورمان فعلوا الكثير لتأسيسه، إما بأخذ مكان اللوردات الحاليين أو بأن يصبحوا «لوردات أرفع شأنًا» على اللوردات الحاليين الذين تدنّت مرتبتهم. يمكن الحصول على كمٍّ هائل من المعلومات حول هذه الهياكل الاجتماعية من أفضل وأول مسح من نوعه، كتاب دومزدي.

### الكنيسة
تعَدّ الحملات الصليبية مقياسًا للقوة المتزايدة للكنيسة في حياة العصور الوسطى، مع بعض التقديرات التي تشير إلى أن ما يصل إلى 40 ألف رجل دين تم رسمه خلال القرن الثالث عشر. يظهر ذلك أيضًا في كثرة بناء الكاتدرائيات -الشائعة في جميع أنحاء أوروبا- في ذلك الوقت. غالبًا ما استغرق تشييد هذه المباني العظيمة عدة أجيال لإنهائها وخرّجت مجتمعات كاملة من الحرفيين والصنائعيين ووفّرت لهم الوظائف مدى الحياة. كانت ربع الأراضي ملكًا للكنيسة، وامتلكت أديرتُها مساحات كبيرة من الأراضي التي يعمل فيها الفلاحون.

### الازدهار والنمو السكاني
عمّ الرخاء في القرنين من 1200 إلى 1400 (عندما انتشر الطاعون). نما عدد السكان بسرعة، من مليونين إلى 5 ملايين تقريبًا. ظلت إنجلترا مجتمعًا ريفيًا بشكل أساسي، وحافظت العديد من التغييرات الزراعية، مثل تدوير المحاصيل، على بقاء الريف مربحًا. اعتمد معظم الناس في عيشهم على الزراعة، على الرغم من وجود اختلافات كبيرة في أنماط ملكية الأرض وأوضاع الفلاحين. ولتلبية احتياجات السكان المتزايدة أعدادهم، كان لا بد من زراعة المزيد من الأراضي. استُغلت الأراضي البائرة وأُجريت عمليات توغل كبيرة في الغابات وأراضي المستنقعات. مارس الفلاحون «الزراعة المتقدمة» بتزايُد، وفيها يسيطر مالك الأرض شخصيًا على أرضه باستخدام أيدٍ مستأجرة بدلًا من تأجيرها. ظهرت دراسات حول أفضل الممارسات، لكن نمو الإنتاجية للفدان كان ضئيلًا. على أرض جيدة، ربما ينتج فدان واحد 17 بوشلًا من القمح (مقارنة بـ 73 بوشلًا للفدان في الستينيات من القرن العشرين)، أو 26 بوشلًا من الشعير أو  22 بوشلًا من الشوفان.
بعد عام 1300 أصبح الرخاء أكثر ضعفًا بسبب ازدياد عدد السكان وقلة الأراضي واستنزاف التربة. هزّت الخسائر في الأرواح التي حصدتها المجاعة الكبرى 1315-17 الاقتصادَ الإنجليزي بشدة وتوقّف نمو السكان. انتشر الموت الأسود لأول مرة في عام 1348، ثم قتل نحو نصف السكان الإنجليز، لكنه ترك الكثير من الأراضي للناجين. تقلَّص القطاع الزراعي، مع ارتفاع الأجور وانخفاض الأسعار وتقلُّص الأرباح؛ ما أدى إلى زوال نظام الأراضي القديم نهائيًا وظهور نظام الزراعة الحديث لإيجار الأراضي نقدًا. زعزعت ثورة الفلاحين (أو تمرّد وات تايلر) عام 1381 النظامَ الإقطاعي القديم، وحدّت من مستويات الضرائب المَلكية كثيرًا على مدار قرن قادم.